# Hautasaari (ö i Kemijärvi, Ala-Hyypiö)
Hautasaari är en ö i Finland. Den ligger i sjön Ala-Hyypiönjärvi och i kommunen Kemijärvi i den ekonomiska regionen  Östra Lapplands ekonomiska region  och landskapet Lappland, i den norra delen av landet, 700 km norr om huvudstaden Helsingfors. Öns area är 0,7 hektar och dess största längd är 160 meter i nord-sydlig riktning.